# (2769) Mendeléiev
(2769) Mendeléiev és un asteroide que pertany al cinturó d'asteroides descobert l'1 d'abril de 1976 per l'astrònom rus Nikolai Stepànovitx Txernikh (1931-2004) des de l'Observatori Astrofísic de Crimea, a Naúchni.

## Designació i nom
Mendeléiev rebé inicialment la designació de 1976 GZ2. El 1984, l'anomenaren en honor del químic rus Dmitri Mendeléiev (1834-1907), autor de la taula periòdica dels elements químics. Altres nom són 1953 EA1 i 1981 AS.

## Característiques orbitals
Mendeléiev està situat a una distància mitjana del Sol de 3,141 ua, podent allunyar-se'n fins a les 3,542 ua i aproximar-se fins a les 2,740 ua. Té una excentricitat de 0,1276 i una inclinació orbital de 2,522 graus. Empra en completar una òrbita entorn del Sol 2033 dies (5,57 anys).

## Característiques físiques
Té un diàmetre de 13,9 km i un període de rotació de 8,23 h. La magnitud absoluta de Mendeléiev és 12,1.